# Teor
Pour le système de transport en commun, voir TEOR.
Teor est une commune italienne de la province d'Udine dans la région Frioul-Vénétie Julienne en Italie.
En 2014, la commune a fusionné avec celle de Rivignano pour donner Rivignano Teor, chacune des entités historiques devenant des frazioni.

## Administration
| Période                                  | Période | Identité | Étiquette | Qualité |
| ---------------------------------------- | ------- | -------- | --------- | ------- |
|                                          |         |          |           |         |
| Les données manquantes sont à compléter. |         |          |           |         |

### Communes limitrophes
Palazzolo dello Stella, Pocenia, Rivignano, Ronchis